# John Barton Payne
Pour les articles homonymes, voir John Payne et Payne.
John Barton Payne, né le 26 janvier 1855 à Pruntytown (Virginie-Occidentale) et mort le 24 janvier 1935 à Washington (district de Columbia), est un homme politique américain. Membre du Parti démocrate, il est secrétaire à l'Intérieur entre 1920 et 1921 dans l'administration du président Woodrow Wilson puis président de la Fédération internationale des Sociétés de la Croix-Rouge et du Croissant-Rouge entre 1922 et 1935.